# Scheloribates helenensis
Scheloribates helenensis är en kvalsterart som beskrevs av Wallwork 1977. Scheloribates helenensis ingår i släktet Scheloribates och familjen Scheloribatidae. Inga underarter finns listade i Catalogue of Life.